# Bogusza (szczyt)

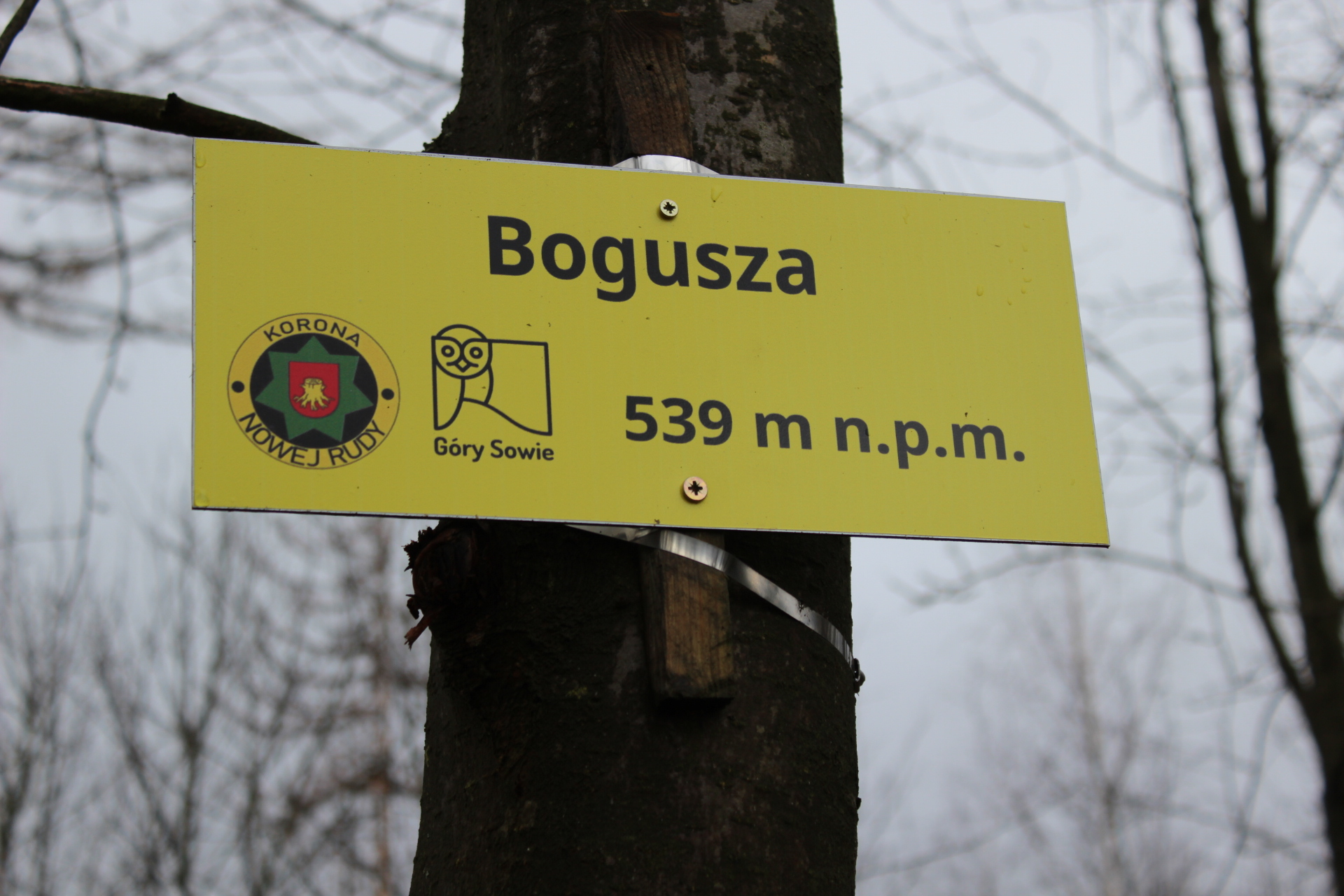

Bogusza (niem. Hentschelkoppe, Henschelkuppe, 539 m n.p.m.) – szczyt w Górach Sowich, w północnej części Wzgórz Włodzickich, w granicach administracyjnych Nowej Rudy.

## Położenie
Górujący nad Nową Rudą szczyt leży w zakolu Włodzicy, pomiędzy Drogosławiem na północy a centrum miasta na południowym zachodzie.
Szczyt zaliczany do Odznaki „Korona Nowej Rudy”, inne to:
- Góra Wszystkich Świętych 648 m n.p.m.
- Góra św. Anny 647 m n.p.m.
- Krępiec 645 m n.p.m.
- Sokoli Garb 615 m n.p.m.
- Wilkowiec 598 m n.p.m.
- Ruda Góra 516 m n.p.m.[2]

## Szlaki turystyczne
Przez Boguszę przechodzi  szlak turystyczny na trasie:
- droga Szklary-Samborowice – Jagielno – Przeworno – Biały Kościół – Nieszkowice – Żelowice – Ostra Góra – Niemcza – Gilów – Piława Dolna – Owiesno – Góra Parkowa –Bielawa – Zimna Polana – Kalenica – Bielawska Polana – Zdrojowisko – Bogusza – Nowa Ruda – Tłumaczów – Radków – Pasterka – Karłów – Skalne Grzyby – Batorów – Duszniki-Zdrój – Szczytna – Zamek Leśna – Polanica-Zdrój – Bystrzyca Kłodzka – Igliczna – Międzygórze – Przełęcz Puchacza[3]